# Uribe (flygplats)
Uribe är en flygplats i Colombia.   Den ligger i departementet Meta, i den centrala delen av landet, 160 km söder om huvudstaden Bogotá. Uribe ligger 623 meter över havet.
Terrängen runt Uribe är varierad. Runt Uribe är det mycket glesbefolkat, med 2 invånare per kvadratkilometer. Omgivningarna runt Uribe är en mosaik av jordbruksmark och naturlig växtlighet.